# Sambreville
Sambreville (wa. Sambveye) – miasto w Belgii, w Regionie Walońskim, w prowincji Namur, w okręgu Namur. 1 stycznia 2024 roku liczyło 28 187 mieszkańców. Leży nad rzeką Sambrą. Do 11 marca 2024 gmina. Pod względem powierzchni jest najmniejszym miastem w prowincji.

## Podział administracyjny
W skład miasta wchodzi siedem dzielnic (section):
- Arsimont
- Auvelais
- Falisolle
- Keumiée
- Moignelée
- Tamines
- Velaine-sur-Sambre

## Współpraca
Miejscowości partnerskie:
- Nuits-Saint-Georges, Francja
- Pont-Sainte-Maxence, Francja
- San Pietro al Natisone, Włochy